# Francisco Bejarano
Francisco Bejarano (Jerez de la Frontera, 1945) es un escritor y poeta español. Su poesía se determina por la musicalidad del verso, y el equilibrio que se manifiesta entre la belleza poética y la emoción. Los temas que aborda son: la desilusión del amor, el marchar del tiempo, y el endiosamiento de lo infante.

## Actividad
Codirector de la revista literaria Fin de siglo y director de la revista Contemporáneos, participa activamente como columnista en diversos periódicos de la provincia de Cádiz.

## Obras
Entre sus obras destacan:
- Transparencia indebida (1977)
- Recinto murado (1977-1980)
- Antología (1969-1987)
- Las tardes (1988)
- La torre de marfil (1991)
- Las estaciones (1998)
- Manual del escritor y del lector modernos (2000)
- Consolación de melancólicos (2000)
- El regreso (2002)
- Soñar despiertos (2003)
- El Jerez de los bodegueros (2004)
- Un juego peligroso (2011).[1]

## Premios y distinciones
- Premio Nacional de la Crítica en 1989 por su obra Las tardes.
- Premio José María Pemán de artículos periodísticos en 1990.
- Académico de Número de la Real Academia de San Dionisio de Ciencias, Artes y Letras de Jerez